# Janet De Nardis
Janet De Nardis (Windsor, 15 febbraio 1978) è una regista, conduttrice televisiva, giornalista autrice italiana.

## Biografia
Nata in Canada. È laureata in Architettura e Arredamento d’Interni presso l'Università degli Studi di Roma "La Sapienza".
Ha studiato recitazione in Perù presso la Escuela de Cine di Lima, acting televisivo e cinematografico alla Scuola di Cinema di Roma, recitazione con Beatrice Bracco, Anna Strasberg (2012), Michael Margotta e recitazione teatrale presso l'accademia Pietro Sharoff.
Dopo una esperienza nel mondo della moda, inizia la carriera nel mondo dello spettacolo come cantante, nel gruppo femminile delle Finger Prints, con cui nel 2000 incide il singolo When I Fall in Love ed effettua vari tour nazionali e all'estero (in Giappone, Sendai) durante i mondiali del 2002.
Debutta in televisione il 21 settembre 2003 come signorina buonasera di Rai 2, ruolo che mantiene fino al 2009.

Nel 2003 vince il premio della categoria disegno dedicata ai giovani della II edizione del Premio internazionale Giuseppe Sciacca, e tre anni dopo vince, sempre nella sezione giovani, il primo premio per la categoria narrativa. Il 7 dicembre 2007 ha condotto la premiazione della VI Edizione del Premio, svoltasi presso la sala conferenze della Camera dei deputati di palazzo Marini e da allora conduce ogni anno la cerimonia di premiazione, insieme al giornalista Arnaldo Colasanti.
Nell'autunno del 2005 ha posato insieme ad altre 12 showgirl (Eleonora Daniele, Anna Safroncik, Denny Méndez, Antonella Mosetti, Miriana Trevisan, Benedicta Boccoli, Elisabetta Gregoraci, Giulia Montanarini, Roberta Faccani, Elena Barolo, Antonella Elia, Angelica Russo) per il calendario Woman for Planet 2006, realizzato dal fotografo Enrico Ricciardi e venduto in allegato alla rivista lifestyle GOO!, parte del cui ricavato è stato devoluto all'associazione ambientalista forPlanet (presieduta dalla presentatrice Tessa Gelisio) per la tutela delle foreste della Bolivia.
Dal 2007 è giornalista pubblicista, iscritta all'Ordine dei Giornalisti del Lazio.
Nell'estate 2008 ha preso parte alle riprese del film Cavie, per la regia dei Manetti Bros., dove ha il ruolo di protagonista interpretando il personaggio della dottoressa Daniela Zini.
Nel dicembre 2009 propone, alla sezione "Nuova Generazione" del Festival di Sanremo 2010, la canzone "Tanto paga Papi", del cui testo è autrice, che non viene resa disponibile sul sito della RAI per l'ascolto da parte degli utenti in quanto non ammessa al controllo editoriale. La canzone dunque viene censurata senza che sia mai stata indicata la frase o le strofe ritenute inammissibili.
Nel 2013 fonda il Roma Web Fest di cui è anche direttrice e dal 2019 è fondatrice e direttrice del Digital Media Fest. A febbraio 2017 ha condotto su Sky Arte lo speciale sull'Art Dèco, da maggio 2017 è giudice nel talent Look Maker Academy in onda su Sky Uno.
È la regista e sceneggiatrice del cortometraggio Punto di Rottura. Nel 2020 è alla regia di "Italians in Becoming" un progetto sociale della designer Stella Jean, per combattere il razzismo attraverso moda, ironia e presa di coscienza. Sempre in questo anno è autrice e regista di Obiettivo Economia, cinque video di educazione finanziaria con il contributo liberale di Banca d’Italia. Nel 2022 è sul set di Good Vibes, film da lei scritto e diretto, in uscita al cinema nel 2023. 
È stata inoltre consulente dello sviluppo dei prodotti web per Palomar s.p.a. e responsabile web, filmmakers e festival di Roma per la CNA di Roma. Dal 2018 al 2019 è stata docente al Master in Media e Entertainment alla Link University. È attualmente docente alla facoltà di Lettere e Filosofia de La Sapienza di Roma, con un corso su web serie e prodotti multimediali e docente del master in Fashion Studies.
Dal 28 dicembre 2020 inizia la conduzione de Il boss delle pizze, trenta puntate su Alice TV, di cui è autrice assieme a Francesca Aiello e Salvatore Wurpless Stano.

## Televisione
- Tg Europeo (Canale Italia, 2010-2011)
- TG News Autrice e conduttrice (Canale Italia, 2010)
- Detective Game - Autrice e conduttrice (LIBERA SKY 924, 2010)
- Key Awards (galà della pubblicità) (Canale Italia, 2009)
- Mattino Italia (Canale Italia, 2009)
- Vippando (Rubrica di Capitani in mezzo al mare su Rai 2, 2009)
- David di Donatello (Rai Uno, 2008)
- Premio Cimitile (Rai 2, 2007)
- Coriandoli di donne (Rai International, 2007)
- Cultura digitale (Rai Utile, 2005/06)
- Famiglia (Rai Utile, 2005/06)
- Formazione (programma in collaborazione con il Dipartimento per l'innovazione e le tecnologie, 2005/06)
- Derby del cuore (Rai 2, edizioni 2004 e 2005)
- Cavalli ruggenti (Sky e reti locali, tra cui alcune appartenenti alle syndication di Supersix ed Europa 7, 2003)
- Annunciatrice televisiva (Rai 2, da settembre 2003 al 2009)
- Lookmaker Academy (Sky Uno, 2016-2017)
- Art déco - Gli anni ruggenti in Italia (Sky Arte HD, 2017)
- Il boss delle pizze (Alice Tv, 2020-2021)

## Filmografia

### Cinema
- L'amore non è un osso, regia di Francesca Elia (2007)
- Cavie, regia dei Manetti Bros. (2009)
- Concilio Vaticano II, regia di Claudio Cicconetti – documentario (2012)
- Il disordine del cuore, regia di Edoardo Margheriti (2013)
- Outing - Fidanzati per sbaglio, regia di Matteo Vicino (2013)
- Ganja Fiction - Il film, regia di Mirko Virgili (2013)
- The Stalker, regia di Giorgio Amato (2014)
- Presto farà giorno, regia di Giuseppe Ferlito (2014)
- Good Vibes, regia di Janet De Nardis (2022)

### Cortometraggi
- Ganja Fiction, regia di Mirko Virgili (2008)
- E poi... vola!, regia di Luigi Marani (2011)
- Black Foil, regia di Salvatore Pergolesi (2012)
- Punto di Rottura, regia di Janet De Nardis (2019)

### Televisione
- I Cesaroni – serie TV (2010)
- Don Matteo – serie TV, episodio 9x04 (2014)
- Lobby Girls, regia di Riccardo Sardonè – serie TV (2014)

## Teatro
- 2013 Cuori di donna, regia di Luca Gaeta
- 2012 Tra me e Gaber, regia di Marco Passiglia (Intro Cabaret)
- 2012 Dissolute assolte, regia di Luca Gaeta
- 2012 L'Onorevole Sciupone, regia Andrea Prato
- 2012 Lo sai cos'è successo?, regia David Fiandanese
- 2011 Tour Incredibile Enel
- 2010 Gli affari sono affari, regia di David Fiandanese
- 2003 Crimini del cuore, regia di Luigi Rendine
- 2002 Raccontami, regia di Sandro Felic

## Discografia

### Singoli
- 2000 - When I Fall in Love (con le Finger Prints)
- 2010 - Tanto paga Papi

### Videoclip
- 2010 - Tanto paga Papi